# 驚異
『驚異』（きょうい 英: 『P.U.L.S.E』）は、イギリスのロックバンドであるピンク・フロイドが2006年に発表したDVD作品。1994年発表のアルバム『対』のコンサートツアーである1994年10月20日のロンドンのアールズ・コートでのライブを収録している。
すでに1995年にライブアルバム『P.U.L.S.E』を発表し、またライブの模様を収めた同タイトルのVHS、レーザーディスクも発売されたが、本作はこの映像版『P.U.L.S.E』をDVD化したものである。但し、一部編集がVHS版と異なる。2006年のDVD化の際、日本版のこの作品には「驚異」というタイトルが与えられた。
2019年、ボックスセット『The Later Years』の発表にあたり、この映像作品の復刻再編集版がブルーレイとDVDの両ディスクフォーマットで収められた。このブルーレイディスクは作品初のHDパッケージ商品であるが、オリジナルのSD映像のアップコンバートであり、DVDと同じく4:3画角のまま収録されている。
このコンサートは有料チャンネルのテレビ放送として生放送されており、その映像が主に使われているが、カメラのスイッチングなどが生放送された映像とはかなり異なっている。
この「対ツアー」は、77ヶ所全110公演に及ぶ大規模なコンサートとなった。特に話題を呼んだのが、コンサートの第二部で披露された1973年発表のピンク・フロイドの代表作である『狂気』組曲である。1975年以来19年ぶりの演奏となった。既に当時からコンサートでは大掛かりなステージングが展開されていたが、この「対」ツアーでも最新鋭のテクノロジーが導入されており、このDVDでそのステージングが堪能できる。